# Massacre de Haouch Khemisti
Le massacre de Haouch Khemisti est un massacre qui a eu lieu pendant la décennie noire, en Algérie. Avant l'aube, le 22 avril 1997 dans le village de Haouch Khemisti Mokhfi (ou Haouch Bourelaf Khemisti), à environ 25 km au sud d'Alger, près de Bougara, 93 villageois ont été tués en trois heures. Il a été suivi le lendemain par le massacre d'Omaria, près de Médéa.